# 束野孝之丞
束野 孝之丞（つかの こうのじょう、1877年没）は、明治時代の武士（薩摩藩士）、軍人。

## 生涯
現在の宮崎県都城市出身。1877年（明治10年）、15歳で薩摩軍に参加し、西南戦争で戦死した。
熊本市北区（旧植木町）の荻迫薩軍台場跡に墓碑が建立されており、墓碑銘は「東野」と刻まれているが誤記とされている。没後55年を経た1932年（昭和7年）に、当時の陸軍大臣である荒木貞夫による慰霊碑が建立されている。
『田原坂甚句』に歌われる「美少年」のモデルとされるが、モデルは束野一人ではないともされる。